# 지투파워
지투파워(G2Power Co., Ltd.)는 대한민국의 스마트 그리드 기업(배전반 및 전기 자동 제어반 제조업체)이다 본사는 경기 화성시 양감면 초록로 868-12에 위치해 있으며 대표이사 김영일, 장철수이다.

## 역사
2010년 대림대학교 교수였던 김영일 창업자가 설립했다. 2024년 직접 생산 의무를 위반하고 계약된 규격과 다르게 납품하여 조달청에서 입찰 참가 자격 제한 처분을 받았다.

## 투자
에이스톤벤처스는 지투파워의 발행한 전환 우선주(CPS) 50억원 어치를 인수하는 형태로 회사에 투자하였다

## 상장
2022년 4월 1일 주관사를 한국투자증권과 KB증권으로 공모가 16,400원(희망 공모가 밴드 13,500 ~ 16,400원)으로 상장하였다.

## 자회사
- 지투에너지[8]

## 무상증자
2022년 8월 9일 무상증자 권리락이 실시되었다

## 참고문헌
1. ↑  지투파워, 태양광 발전 사업 특수목적법인 ‘지투에너지’ 설립, 인더스트리뉴스, 2023.07.13
2. ↑  이동재, 지투파워, 원자력 KEPIC 인증서 취득…원전설비 수주 기대, 헬로우T, 2023.07.31
3. ↑  이석우, 특별인터뷰 - 지투파워(주) 김영일 회장, 한국원자력신문, 2023.10.16
4. ↑  박준우, 지투파워, 직접 생산 의무 위반 '제재'…매출 타격 없나, 딜사이트, 2024.10.15
5. ↑  이우찬, 김영일 지투파워 회장의 위기 극복 '리더십', 더벨, 2024-11-04
6. ↑  김민지, 에이스톤벤처스, 국내 소부장 '지투파워' 50억 투자, 딜사이트, 2021.09.01
7. ↑  김광국, 지투파워, 상장 첫날 공모가 2배 ‘훌쩍’…시총 1300억 도달, 전기신문, 2022.04.01
8. ↑  정재원, 지투파워, ‘지투에너지’ 설립하고 태양광 발전 뛰어든다, 일렉타임즈,  2023.07.11
9. ↑  정현진, 지투파워, 사라진 무상 증자 권리락 효과…장중 20% 가까이 급락, 조선비즈, 2022.08.16